# Onslow Stevens
Pour les articles homonymes, voir Stevens.
Onslow Stevens est un acteur américain, né le 29 mars 1902 à Los Angeles, et mort de pneumonie le 5 janvier 1977 à Van Nuys (États-Unis).
Il est le fils de l'acteur Houseley Stevenson (parfois crédité Houseley Stevens, 1879-1953).

## Filmographie

### Cinéma
- 1931 : The Gay Diplomat (en) de Richard Boleslawski : Lieutenant
- 1932 : Radio Patrol (en) d'Edward L. Cahn : Carl Hughes
- 1932 : Heroes of the West (en) de Ray Taylor : Tom Crosby
- 1932 : Okay, America! de Tay Garnett : Henchman
- 1932 : Jungle Mystery (en) de Ray Taylor : Tom Morgan
- 1932 : Une fois dans la vie (en) (Once in a Lifetime) de Russell Mack : Lawrence Vail
- 1932 : The Golden West (en) de David Howard : Calvin Brown
- 1933 : Nagana d'Ernst L. Frank : Dr Roy Stark
- 1933 : Peg o' My Heart de Robert Z. Leonard : Sir Gerald « Jerry » Markham
- 1933 : Secret of the Blue Room (en) de Kurt Neumann : Frank Faber
- 1933 : Une nuit seulement (Only Yesterday) de John M. Stahl : Barnard
- 1933 : Le Grand Avocat (Counsellor at Law) de William Wyler : John P. Tedesco
- 1934 : Bombay Mail d'Edwin L. Marin : John Hawley
- 1934 : This Side of Heaven (en) de William K. Howard : Walter Hamilton
- 1934 : The Crosby Case (en) d'Edwin L. Marin : Scotty Graham
- 1934 : I'll Tell the World (en) d'Edward Sedgwick : Prince Michael
- 1934 : The Vanishing Shadow de Lew Landers : Stanley Stanfield
- 1934 : Affairs of a Gentleman d'Edwin L. Marin : Lyn Durland
- 1934 : In Love with Life (en) de Frank R. Strayer : Professeur John Applegate
- 1934 : I Can't Escape (en) d'Otto Brower : Steve Nichols, alias Steve Cummings
- 1934 : House of Danger (en) de Charles Hutchison : Don Phillips
- 1934 : Life Returns (en) d'Eugene Frenke (en) et James Patrick Hogan : Dr John Kendrick
- 1935 : A Notorious Gentleman (en) d'Edward Laemmle : John Barrett
- 1935 : Born to Gamble (en) de Phil Rosen : Dan 'Ace' Cartwright (prologue) & Henry Mathews
- 1935 : Les Trois Mousquetaires (The Three Musketeers) de  Rowland V. Lee et Otto Brower : Aramis
- 1935 : Grand Exit (en) d'Erle C. Kenton : John Grayson
- 1935 : Forced Landing (en) de Gordon Wiles : Farraday
- 1936 : The Bridge of Sighs (en) de Phil Rosen : Jeffrey « Jeff » Powell
- 1936 : Yellow Dust (en) de Wallace Fox : Jack Hanway
- 1936 : Le Cavalier mystère (Three on the Trail) de Howard Bretherton
- 1936 : Sous deux drapeaux (Under two flags) de Frank Lloyd : Sidi-Ben Youssiff
- 1936 : F-Man d'Edward F. Cline : Mr Shaw
- 1936 : Easy Money (en) de Phil Rosen : Dan Adams
- 1936 : Straight from the Shoulder (en) de Stuart Heisler : Mr Wendi
- 1936 : Calibre neuf millimètres (Murder with Pictures) de Charles Barton : Nate Girard
- 1937 : You Can't Buy Luck (en) de Lew Landers : Joe Baldwin
- 1937 : Flight from Glory de Lew Landers : Ellis
- 1937 : There Goes the Groom (en) de Joseph Santley : Dr Joel Becker
- 1939 : Veillée d'amour (When tomorrow comes) de John M. Stahl : Jim Holden
- 1939 : Those High Grey Walls (en) de Charles Vidor : Dr Norton
- 1940 : The Man Who Wouldn't Talk (en)  de David Burton : Frederick Keller
- 1940 : Mystery Sea Raider d'Edward Dmytryk : Carl Cutler
- 1940 : Who Killed Aunt Maggie? (en) d'Arthur Lubin : Bob Dunbar
- 1941 : The Monster and the Girl (en) de Stuart Heisler : J. Stanley McMasters
- 1941 : Go West, Young Lady (en) de Frank R. Strayer : Tom Hannegan
- 1942 : Sunset Serenade (en) de Joseph Kane : Gregg Jackson
- 1943 : Idaho (en) de Joseph Kane : State Ranger Bob Stevens
- 1943 : Appointment in Berlin (en) d'Alfred E. Green : Rudolph Von Preissing
- 1944 : Hands Across the Border (en) de Joseph Kane : Brock Danvers
- 1945 : La Maison de Dracula (House of Dracula) d'Erle C. Kenton : Dr Edelman
- 1946 : Les Héros dans l'ombre (O.S.S.) d'Irving Pichel : Field
- 1946 : Le Passage du canyon (Canyon Passage) de Jacques Tourneur : Jack Lestrade
- 1946 : L'Évadé de l'enfer (Angel on My Shoulder) d'Archie Mayo : Dr Matt Higgins
- 1948 : The Creeper (en) de Jean Yarbrough : Dr Jim Borden
- 1948 : La Grande Menace (Walk a Crooked Mile) : Igor Braun
- 1948 : Les Yeux de la nuit (Night Has a Thousand Eyes) de John Farrow : Dr Walters
- 1948 : Le Chevalier belle-épée (The Gallant Blade) de Henry Levin : Gen. de la Garance
- 1949 : Bomba, enfant de la jungle (Bomba, the Jungle Boy) de Ford Beebe : George Harland
- 1949 : L'Ange endiablé (Red, Hot and Blue) : Captain Allen
- 1950 : Mark of the Gorilla (en) de William Berke : Brandt
- 1950 : State Penitentiary de Lew Landers : Richard Evans
- 1950 : Motor Patrol (en) de Sam Newfield : Lieutenant Dearborn
- 1950 : Revenue Agent (en) de Lew Landers : Sam Bellows
- 1951 :  One Too Many (en)  d'Erle C. Kenton : Dr Foster
- 1951 : All That I Have : Attorney Palmer
- 1951 : L'Équipage fantôme (Sealed Cargo) d'Alfred L. Werker : Cmd. James McLean
- 1951 : Les Maudits du château-fort (Lorna Doone) de Phil Karlson : Counsellor Doone
- 1951 : Sirocco de Curtis Bernhardt : Emir Hassan
- 1951 : The Hills of Utah (en) de John English : Jayda McQueen
- 1951 : The Family Secret (en) de Henry Levin : Juge
- 1952 : The Magnificent Adventure
- 1952 : La Madone du désir (The San Francisco Story) de Robert Parrish : Jim Martin
- 1953 : La Charge sur la rivière rouge (The Charge at Feather River) de Gordon Douglas : Grover Johnson, Artist / Writer
- 1953 : Un lion dans les rues (A Lion Is in the Streets) de Raoul Walsh : Guy Polli
- 1954 : La Ruée sanglante (They Rode West) de  Phil Karlson : Colonel Ethan Waters
- 1954 : Fangs of the Wild (en) de William F. Claxton : Jim Summers
- 1954 : Des monstres attaquent la ville (Them!) de Gordon Douglas : Brig. Gen. Robert O'Brien
- 1955 : New York confidentiel (New York Confidential) de Russell Rouse : Johnny Achilles
- 1956 : La Loi de la prairie (Tribute to a Bad Man) de Robert Wise : Hearn
- 1956 : Faux-monnayeurs (Outside the Law) de Jack Arnold : Agent Alec Conrad
- 1956 : Les Dix Commandements (The Ten Commandments) de Cecil B. DeMille : Lugal
- 1957 : Kelly et moi ((Kelly and Me) ) de Robert Z. Leonard : Walter Van Runkel
- 1958 : Cœurs brisés (Lonelyhearts) de Vincent J. Donehue : Mr Lassiter
- 1958 : The Party Crashers (en) de Bernard Girard : Mr Nickerson
- 1958 : Tarawa, tête de pont (Tarawa Beachhead) de Paul Wendkos : Général Nathan Keller
- 1958 : Les Boucaniers (The Buccaneer) d'Anthony Quinn : Phipps, Customs Inspector
- 1960 : Les Jeunes Loups (All the Fine Young Cannibals) de Michael Anderson : Joshua Davis
- 1962 : The Couch (en) d'Owen Crump : Dr W.L. Janz, M.D.

### Télévision
- 1952 : This Is the Life (en) : Mr. Fisher
- 1958-1959 : Au nom de la loi (Wanted Dead or Alive) Saison 1 épisode 12 : Sheriff Adler